# Microdillus peeli
Microdillus peeli — монотиповий вид роду Microdillus підродини Піщанкові (Gerbillinae).

## Опис
Голова й тіло довжиною від 60 до 80 мм, хвіст між 56 і 62 мм. Верх блідого жовтувато-коричневого кольору. Низ і кінцівки білі. Є круглі білі плями за вухами. Підошви ніг голі. Хвіст коротший, ніж голова і тіло, чорно-бурий зверху й жовтувато-білий знизу, густо вкритий волоссям. Зубна формула: 1/1, 0/0, 0/0, 3/3 = 16.

## Поширення
Цей вид нині відомі тільки з трьох роз'єднаних пунктів у Сомалі, хоча, ймовірно, має набагато більше поширення як в Сомалі так і в підходящому середовищі проживання в сусідніх районах Ефіопії та Кенії. Проживає в кам'янистих рівнинах і відкритих, рідкісних напівпустельних луках.

## Звички
Веде нічний спосіб життя і знаходить притулок в норах в денний час.

## Загрози та охорона
Загрози для цього виду не відомі, хоча цілком можливо, що надмірне проживання кочової худоби може бути загрозою у частинах ареалу. Не відомо, чи вид присутній в будь-якій з охоронних територій.